# Warczewiczella lipscombiae
Warczewiczella lipscombiae är en orkidéart som först beskrevs av Robert Allen Rolfe, och fick sitt nu gällande namn av Jack Archie Fowlie. Warczewiczella lipscombiae ingår i släktet Warczewiczella och familjen orkidéer.
Artens utbredningsområde är Panamá. Inga underarter finns listade i Catalogue of Life.